# Manuel Palau Boix
Manuel Palau Boix (Alfara del Patriarca, Spanje, 4 januari 1893 – Valencia, 18 februari 1967) was een Spaans componist, muziekpedagoog en dirigent.

## Levensloop
Op zevenjarige leeftijd kreeg hij zijn eerste muziekles van Timoteo Ferrer, een leerling van Salvador Giner y Vidal, in Alfara del Patriarca. In 1914 begon hij zijn studies aan het Conservatorio Superior de Música "Joaquin Rodrigo" van Valencia met solfège en piano. In 1915 maakte hij kennis met de Catalaanse componist Enrique Granados op het schip Montevideo dat op een rondreis ook de haven van Valencia aandeed.
In 1918 huwde hij Trinidad Granell Bosch uit het buurdorp Moncada.
In 1919 voltooide hij zijn compositie- en pianostudies bij Pedro Sosa López, Juan Cortés en Eduardo López-Chávarri y Marco.
In 1921 ging zijn in 1918 gecomponeerde Zarzuela Beniflor in het Razufa Theater in Valencia in première. Van 1922 tot 1927 werkte hij als muziekcriticus bij de La Correspondencia de Valencia. Hij ging 1926 naar Parijs om zijn studies tot 1933 aan het Conservatoire national supérieur de musique te Parijs bij Albert Bertelín, Jacques Ibert, C. Dycke en Guy Rondón te voltooien. Tegelijkertijd studeerde hij ook harmonieleer en contrapunt bij Charles Koechlin en kreeg hij belangrijk advies van Maurice Ravel, die ook enkele van zijn werken corrigeerde.
Na zijn studies werd hij leider van de compositieklas aan het Conservatorio Superior de Música "Joaquin Rodrigo" van Valencia, waar hij in 1951 tot directeur benoemd werd. Hij werd als een van de belangrijkste componisten aan het begin van de 20e eeuw in Spanje beschouwd. Hij was niet alleen componist, maar ook de belangrijkste leraar voor compositie aan het Conservatorio Superior de Música "Joaquin Rodrigo" in Valencia en hij had grote invloed op de componistengeneratie uit die tijd in deze regio.
In 1929 werd hij artistiek leider van de Sociedad Musical Instructiva Santa Cecilia de Cullera, een groot harmonieorkest in de provincie Valencia. In 1948 werd het Instituto Valenciano de Musicología y Folklores de la Institución Alfonso el Magnánimo gesticht en Palau werd tot artistiek directeur benoemd. In deze functie was hij tot zijn dood actief. In 1954 werd hij met de Orde Insignia de la Orden Civil de Alfonso X el Sabio van de Spaanse minister van Cultuur onderscheiden. In 1957 benoemde hem de Banda del Centro Artístico Musical de Moncada tot eredirigent.

## Composities

### Werken voor orkest
- 1919 Coplas de mi tierra
- 1920 Escenes i paisatges valencians
  1. Adagietto
  2. Danza
- 1921 Tres dançes valencianes
  1. Dança dels xiquets
  2. Dança de la colla antiga
  3. Dança de la colla muntanyenca
- 1924 Danza morisca
- 1924 Tres impresiones orquestales
  1. Andantino
  2. Non tropo lento
  3. Alla marcia
- 1929 Cançó de bressol voor zangeres of zanger en strijkorkest
- 1929 Homenaje a Debussy
- 1930 Muntanyesa
- 1932 Cuatro preludios voor strijkorkest
- 1933 Obertura española
- 1934 El ball de la falla voor zangeres of zanger en orkest
- 1935 La copla del inclusero voor eenstemmig koor en orkest
- 1935 Poemes de llum
  1. Crepuscular
  2. Nocturnal
  3. Matinada
- 1935 Valencia voor piano en orkest
- 1936 Documental valenciana
  1. Allegro non tanto
  2. Andante
  3. Vivo
- 1937 Divertimento
  1. Obertura
  2. Siciliana
  3. Rigodón
  4. Pavana
  5. Giga
- 1938 O quam suavis voor bariton, gemengd koor en strijkorkest
- 1939/1949 Mascarada sarcástica
- 1940 Sinfonía primera en Mi menor
  1. Allegro deciso
  2. Largo. Andante cantabile
  3. Animato. Scherzo
  4. Allegro. Finale
- 1942 Salve voor gemengd koor en orkest
- 1944 Sinfonía segunda en Re mayor - Murciana
  1. Largo. Allegro enérgico
  2. Lento. Tiempo de parranda. Lentamente
  3. Presto
  4. Allegro giocoso
- 1946 Concierto dramático voor piano en orkest
  1. Lento. Allegro non tanto
  2. Lentamente
  3. Allegro deciso
- 1947/1959 Concierto levantino voor gitaar en orkest
  1. Allegro non tanto. Allegro deciso
  2. Larghetto. Animado. Larghetto
  3. Presto
- 1950 Salmantinas voor vrouwenkoor en orkest
- 1951/1955 Escena y danza de Omar
- 1953 Dos acuarelas voor strijkorkest
- 1963 Heráldica
- Himno nuevo al Santísimo Cristo Verdadero voor gemengd koor en orkest
- Criatura dolcíssima voor zangeres of zanger en orkest
- Suite en estilo antiguo voor orkest

### Werken voor banda (harmonieorkest)
- 1920 Himne a la bandera voor eenstemmig koor en harmonieorkest
- 1921 Marcha valenciana núm. 2
- 1922 Himne a Bétera voor eenstemmig koor en harmonieorkest
- 1922 La cançó del poble
- 1923 Marcha valenciana núm. 4
- 1923 Pasodoble andaluz
- 1924 Penya truquera
- 1924 ¡Vaya lo fino!
- 1924 Danza mora
- 1925 Soc de Moncà
- 1925 Poemas de juventud
- 1927 Siluetas - Suite
  1. Dolçainers
  2. Llauradors
  3. ...i els xiquet passen
- 1928 Gongoriana
  1. Noel
  2. Celosa estás la niña
  3. Humoresca
  4. Ecaristica
  5. En el baile del agido
  6. Glorioso parta Don Juan
- 1929 Marcha núm. 13
- 1930 Cançó de renaixença voor gemengd koor en harmonieorkest
- 1936 Dos canciones escolares voor kinderkoor en harmonieorkest
- 1936 Marcha Burlesca
- 1946 Himno a Manises
- 1947 Blayo
- 1956 Marcha solemne
- 1956 Tríptico catedralicio
- 1961 Riberas del Jiloca
- 1961 Rumores del Genil
- Coplas de mi Tierra
- Himne escolar voor gemengd koor en harmonieorkest

### Muziektheater

#### Opera's
| Voltooid in | titel    | aktes   | première       | libretto    |
| ----------- | -------- | ------- | -------------- | ----------- |
| 1956        | Maror    | 3 aktes | 2002, Valencia | Xavier Casp |
|             | Amparito |         |                |             |

#### Zarzuela's
| Voltooid in | titel         | aktes   | première       | libretto                         |
| ----------- | ------------- | ------- | -------------- | -------------------------------- |
| 1917 \|     | Farandulerías |         |                |                                  |
| 1918        | Beniflors     | 1 akte  | 1921, Valencia | Eduardo Mallent en Enrique Durán |
| 1920        | Amor torna    | 2 aktes |                |                                  |
| 1922        | A vora mar    | 1 akte  |                |                                  |

#### Operettes
| Voltooid in | titel          | aktes | première | libretto |
| ----------- | -------------- | ----- | -------- | -------- |
|             | La vida alegre |       |          |          |

#### Balletten
| Voltooid in | titel      | aktes   | première       | libretto         | choreografie |
| ----------- | ---------- | ------- | -------------- | ---------------- | ------------ |
| 1938        | Lliri blau | 2 aktes |                |                  |              |
| 1938        | Sino       | 1 akte  | 1939, Valencia | van de componist |              |
| 1946        | Joyel      |         |                |                  |              |

### Koorwerken
- 1941 Aclamaciones voor mannenkoor
- 1947 Hermosita, hermosita voor gemengd koor
- 1950 Dos canciones alicantinas voor gemengd koor
- 1951 Cançó innocent de Blanca Fe voor gemengd koor
- 1952 Dos líricas de Anacreonte voor mannenkoor
- 1952 Scherzino voor vrouwenkoor
- 1956 Bienaventurados voor gemengd koor
- 1958 Lletania en flor voor vrouwenkoor en kinderkoor
- 1958 Sega, segador voor gemengd koor
- 1959 Cançó d’hivern voor gemengd koor
- 1960 Quatre poemes corals voor gemengd koor
- 1963 Laudate Dominum omnes gentes voor gemengd koor
- 1963 Quatre petites composicions voor gemengd koor
- 1965 La Santa Cena voor gemengd koor
- 1967 Cançoneta del balcó voor vrouwenkoor
- Cançons humorístiques

### Andere Werken
- 1918 Gozos al Patriarca San José voor gemengd koor en orgel
- 1918 Rosario voor koor en orgel
- 1942 Nupcias voor orgel
- 1944 Himno al Apostolado de la Oración voor eenstemmig koor en orgel
- 1944/1960 Misa en Sol menor voor solisten, gemengd koor en orkest
- 1945 Atardecer voor solisten, gemengd koor en orkest
- 1945 Ave María voor tenor, gemengd koor en orkest
- 1946 Deus Israel conjugat Vos voor kinderkoor en orgel
- 1954 Himne a Sant Vicent Ferrer voor eenstemmig koor en orgel
- 1955 Himne de la Coronació del Sant Crist de la Fe voor eenstemmig koor en orgel
- 1956 Credo voor 1-st. koor en orgel
- 1956 Himno a la Santísima Virgen de la Fuensanta voor eenstemmig koor en orgel
- 1956 Himno de María Santísima de Araceli voor eenstemmig koor en orgel
- 1959 Cants de primavera voor sopraan, vrouwenkoor en orkest
- 1961 Cantarella voor kinderkoor en piano
- 1961 Justus germinabit voor eenstemmig koor en orgel
- 1965 Balada al absent voor sopraan, vrouwenkoor en orkest
- 1965 Canción amatoria voor vrouwenkoor en orkest
- 1965 Cançons de la llar voor vrouwenkoor en orkest
- 1965 Cançons del folklore infantivol voor vrouwenkoor en orkest
- 1965 Rapsodia d’abril voor sopraan, vrouwenkoor en orkest
- 1965 Seguerilles voor vrouwenkoor en orkest
- 1965 Vibración de estío voor vrouwenkoor en orkest
- Fughetta voor saxofoonorkest (sopraansaxofoon, altsaxofoon, tenorsaxofoon, baritonsaxofoon en bassaxofoon)
- Himno a la Purísima voor gemengd koor en orgel
- Himno a la Virgen de las Angustias voor gemengd koor en orgel